# Daszów (Ukraina)
Daszów (ukr. Дашів, Dasziw) – osiedle typu miejskiego na Ukrainie, w obwodzie winnickim, nad Sobem, siedziba hromady.

## Historia

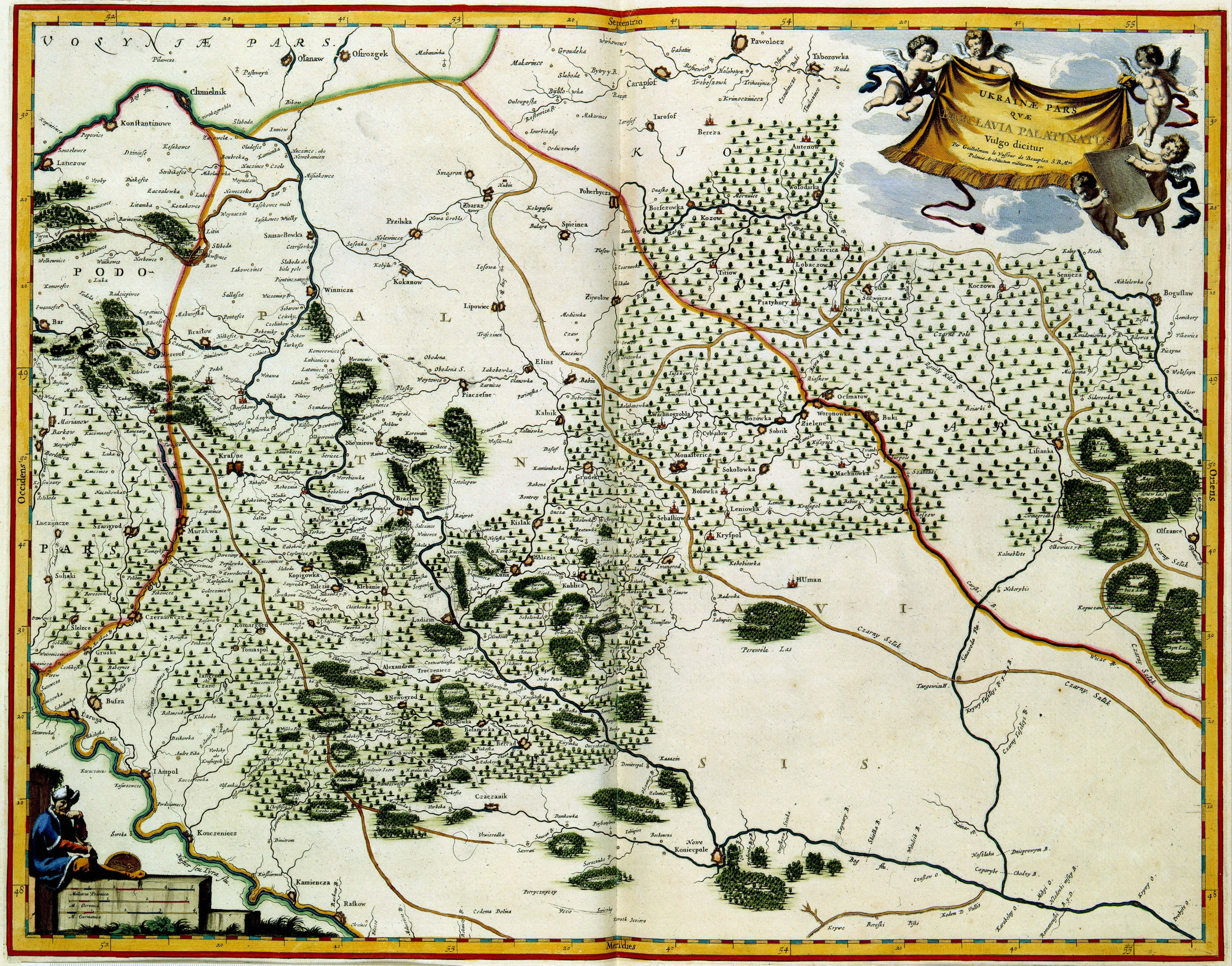
Dasuf zaznaczony jako miejscowość na południe od Kalnika (w centralnej części mapy województwa bracławskiego z 1648)

W czasach I Rzeczypospolitej miejscowość leżała w granicach województwa bracławskiego. W 1627 roku było to miasto prywatne należące do kasztelana krakowskiego Jerzego Zbaraskiego. W XVIII w. był częścią rozległych posiadłości Szczęsnego Potockiego na wschodnim Podolu. W późniejszych latach był majątkiem hrabiego Wacława Seweryna Rzewuskiego.
W 1831 stoczono tu pierwszą znaczącą bitwę powstania listopadowego na Podolu. W bitwie brał udział Wacław Seweryn Rzewuski. 

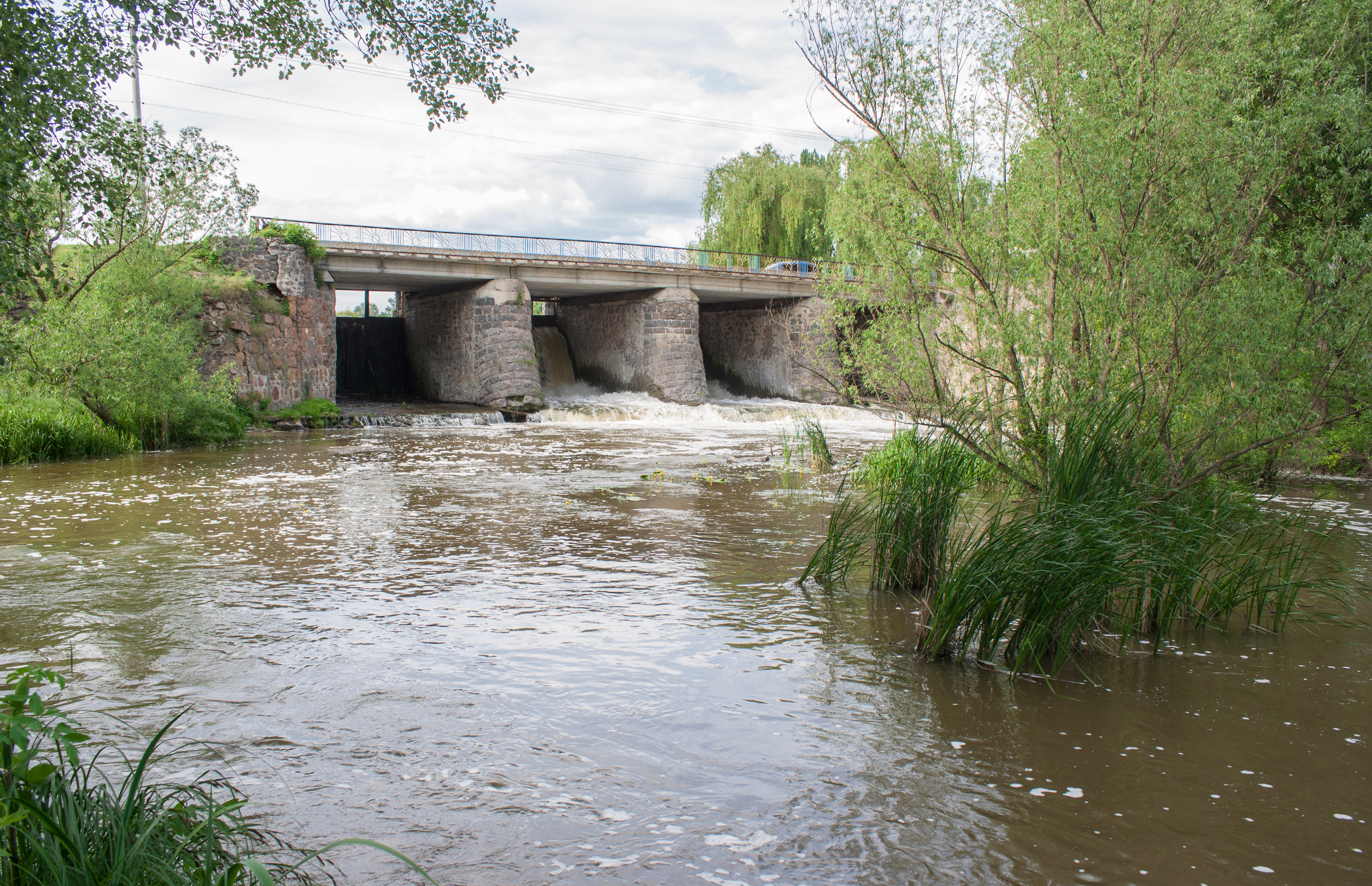
Most na rzece Sob w Daszowie

Po powstaniu klucz daszowski uległ konfiskacie, a następnie przeszedł w posiadanie Włodzimierza hr. Potockiego, syna Włodzimierza.
W zaborze rosyjskim miejscowość była siedzibą gminy Daszow w powiecie lipowieckim guberni kijowskiej.
Podczas okupacji hitlerowskiej, w lipcu 1941 roku Niemcy utworzyli getto dla żydowskich mieszkańców. Przebywało w nim około 1000 osób. 20 grudnia 1941 roku Niemcy zlikwidowali getto, a Żydów zamordowali. 

## Zabytki
- Pałac Potockich(inne języki)[4] – pałac wybudowany na początku XIX w. przez Józefa Wincentego Platera odbudowany po pożarze z 1831 r. przez Włodzimierza Potockiego po 1850 r.[5] W części centralnej piętrowy, zwieńczony tympanonem; nakryty dachem dwuspadowych szczytem do frontu. Skrzydła parterowe, na wysokiej podmurówce, również kryte dachem dwuspadowym. Od frontu arkadowy portyk z sześcioma kolumnami podtrzymującymi balkon z balustradą. Do pałacu prowadzą dwubiegowe schody z balustradą rozchodzące się od środka na boki. W roku 2016 dwór z zewnątrz był dobrze zachowany[6].

## Literatura
- Roman Aftanazy, Dzieje rezydencji na dawnych kresach Rzeczypospolitej, Tom X (Województwo Bracławskie), Daszów, s. 79-